# Cereopsius exoletus
Cereopsius exoletus là một loài bọ cánh cứng trong họ Cerambycidae.